# Șah fulger

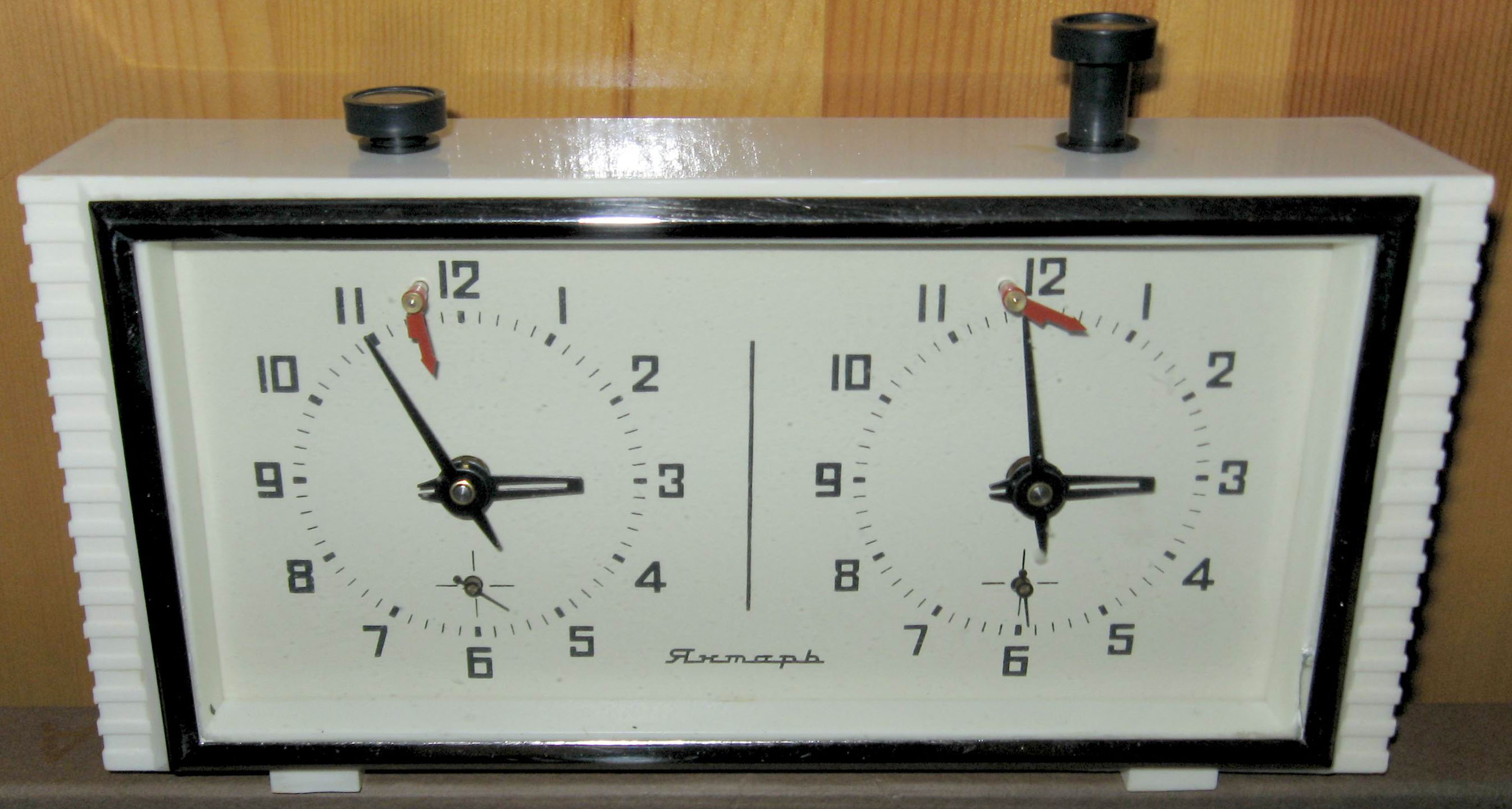
Ceasul utilizat la campionatele de Șah fulger

Șahul fulger are ca regulă principală, jucătorii joacă contra cronometru, fiecare șahist are la dispoziție pentru toată partida, 15 minute. Cel care nu se încadrează în acest barem, pierde partida.
Primul campion mondial la Șah fulger a fost șahistul canadian Saint John în anul 1988. El a câștigat finala contra șahistului sovietic Mihail Tal. Federația Innternațonală de Șah a introdus Șahul fulger în anul 2006 în cadrul Campionatului Mondial de Șah. Actualul campion mondial la Șah fulger este șahistul vietnamez Lê Quang Liêm, care a câștigat campionatul în iunie 2013. Printre campionii șahului fulger, demni de amintiți se numără: José Raúl Capablanca, Mihail Tal, Robert James Fischer, Garri Kasparow și Viswanathan Anand.